# 204632 Jamesburch
204632 Jamesburch este o planetă minoră (asteroid) din centura de asteroizi. A fost descoperită pe 1 decembrie 2005 la Observatorul Național Kitt Peak de Marc Buie⁠(d). 
Obiectul prezintă o orbită caracterizată de o semiaxă mare de 2,3739293982168 UAi, o excentricitate de 0,18590577417973, o înclinație de 1,3161205667004 ° în raport cu ecliptica.